# Toczyska (województwo lubelskie)
Toczyska – wieś w Polsce położona w województwie lubelskim, w powiecie łukowskim, w gminie Stoczek Łukowski.
| SIMC    | Nazwa     | Rodzaj    |
| ------- | --------- | --------- |
| 0691547 | Nowiny    | część wsi |
| 0691671 | Pieńki    | część wsi |
| 0691688 | Podlasie  | część wsi |
| 0691694 | Podstawek | część wsi |

Wieś królewska położona była w drugiej połowie XVI wieku w powiecie garwolińskim  ziemi czerskiej województwa mazowieckiego. W 1660 roku wieś wchodziła w skład starostwa Latowicz.
W latach 1975–1998 miejscowość położona była w województwie siedleckim.
Wieś stanowi sołectwo w gminie Stoczek Łukowski. Według Narodowego Spisu Powszechnego z roku 2011 wieś liczyła 340 mieszkańców.
Wierni Kościoła rzymskokatolickiego należą do parafii Wniebowzięcia Najświętszej Maryi Panny w Stoczku Łukowskim.